# Incasarcus
Incasarcus es un género de arácnido  del orden Opiliones de la familia Gonyleptidae.

## Especies
Las especies de este género son:
- Incasarcus argenteus
- Incasarcus dianae
- Incasarcus ochoai
- Incasarcus pictus
- Incasarcus viracocha